# 1968 في الهند
فيما يلي قوائم الأحداث التي وقعت خلال عام 1968 في الهند.

## سياسة

### تعيين في المنصب
- 25 فبراير – محمد هداية الله Chief Justice of India [الإنجليزية]‏.

## أفلام
من الأفلام التي صدرت هذه السنة في الهند:
- 1 يناير – اراكيلام من إخراج N. Sankaran Nair [الإنجليزية]‏.

## مواليد

### يناير
- 22 يناير – شانتانو موترا ملحن هندي.

### أبريل
- 19 أبريل – أرشد وارثي ممثل هندي.

### سبتمبر
- 9 سبتمبر – أكشاي كومار منثل هندي.

### أكتوبر
- 11 أكتوبر – شاندراشور سينغ ممثل هندي.
- 23 أكتوبر – ماريو فيسكونتي لاعب كرة مضرب إيطالي.

### ديسمبر
- 30 ديسمبر – صابر باتيا